# カジェフォウン空港
コトヌー・カジェフォウン空港（コトヌー・カジェフォウンくうこう、仏: Aéroport international de Cotonou）はベナン共和国リトラル県の県都コトヌーにある空港。
同国最大の空港である。2004年の利用者数は301,493人。2,400mの滑走路を1本有する。

## 就航航空会社と就航都市

### 国際線
| 航空会社                           | 就航地                                                                                               |
| ---------------------------------- | --- |
| エール・ブルキナ                   | ロメ空港（ロメ）、ワガドゥグー空港（ワガドゥグー）                                                   |
| エール・コートジボワール           | フェリックス・ウフェ＝ボワニ国際空港（アビジャン）、リーブルヴィル国際空港（リーブルヴィル）         |
| エア・ピース                       | ムルタラ・モハンマド国際空港（ラゴス）、フェリックス・ウフェ＝ボワニ国際空港（アビジャン）           |
| エア・セネガル                     | ブレーズ・ジャーニュ国際空港（ダカール）、フェリックス・ウフェ＝ボワニ国際空港（アビジャン）         |
| アフリジェット                     | リーブルヴィル国際空港（リーブルヴィル）、マラボ国際空港（マラボ）                                   |
| ASKY航空                           | ロメ空港（ロメ）、ディオリ・アマニ国際空港（ニアメ）、ンナムディ・アジキウェ国際空港（アブジャ）     |
| カメルーン航空                     | ドゥアラ国際空港（ドゥアラ）                                                                         |
| CEIBAインターコンチネンタル        | マラボ国際空港（マラボ）                                                                             |
| エチオピア航空                     | ボレ国際空港（アジスアベバ）                                                                         |
| モーリタニア航空インターナショナル | バマコ・セヌー国際空港（バマコ）、マヤマヤ空港（ブラザヴィル）、ヌアクショット空港（ヌアクショット） |
| ロイヤル・エア・モロッコ           | ムハンマド5世国際空港（カサブランカ）                                                                |
| ルワンダ航空                       | キガリ国際空港（キガリ）、リーブルヴィル国際空港(リーブルヴィル)                                     |
| ターキッシュ エアラインズ          | イスタンブール空港（イスタンブール）                                                                 |
| ブリュッセル航空                   | ブリュッセル空港（ブリュッセル）                                                                     |
| エールフランス                     | パリ＝シャルル・ド・ゴール空港（パリ）                                                               |
| コルセール・インターナショナル     | パリ＝オルリー空港（パリ）                                                                           |

### 貨物
| 航空会社                                 | 就航地                                                           |
| ---------------------------------------- | ---------------------------------------------------------------- |
| DHLアビエーション（※ソレンタ航空が運航） | ムルタラ・モハンマド国際空港（ラゴス）、コトカ国際空港（アクラ） |